# Bahr-al-Ghazal (Zuid-Soedan)
Bahr-al-Ghazal (Nederlands: Gazellenzee) is een historische regio in het noordwesten van Zuid-Soedan. De regio telt 2,9 miljoen inwoners op een oppervlakte van 198.720 km². De regio is vernoemd naar de gelijknamige rivier.
Bahr el Ghazal omvat vier deelstaten:
- Northern Bahr el Ghazal
- Western Bahr el Ghazal
- Lakes
- Warrap